# Multibus

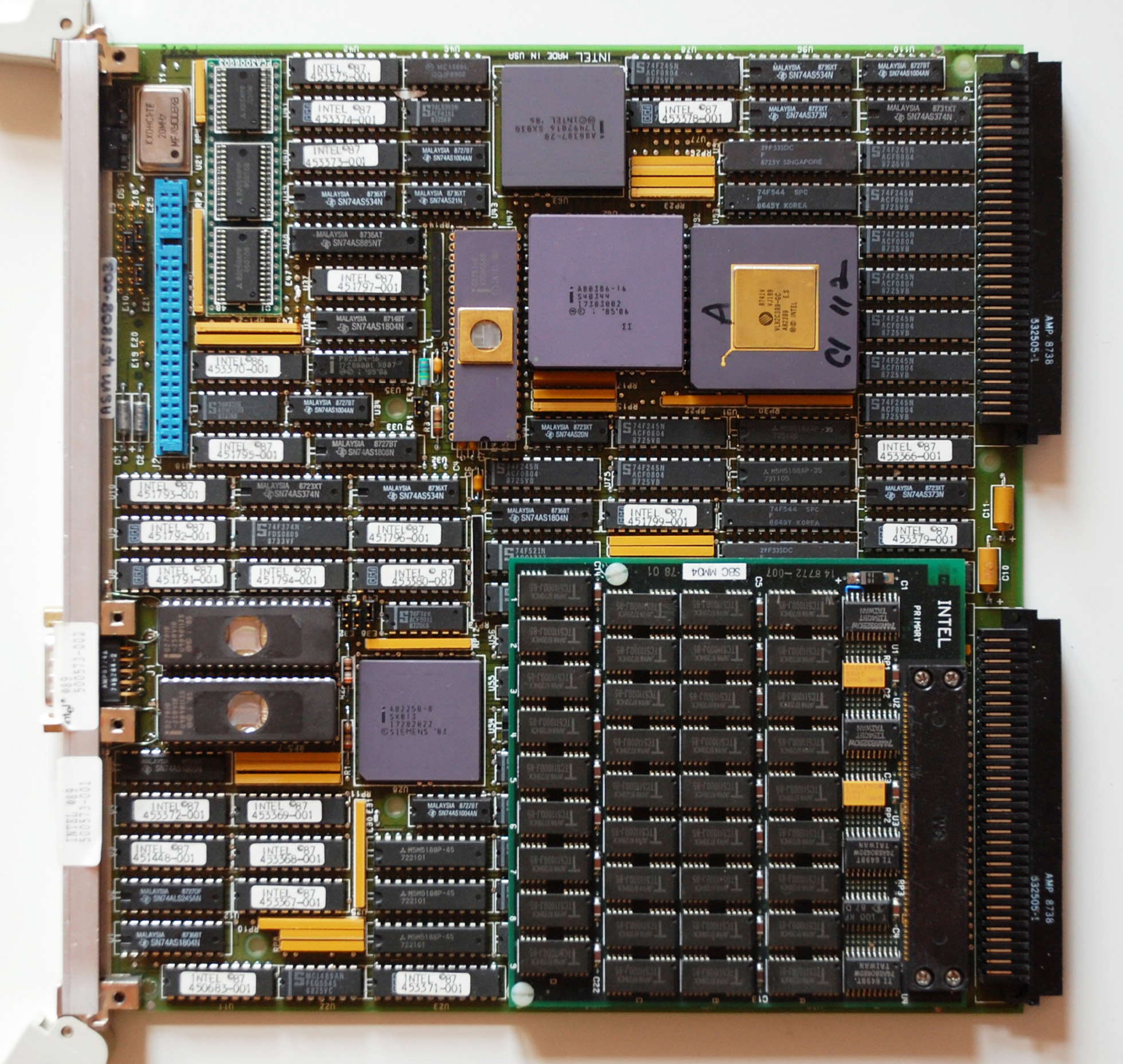
Intel iSBC 386/116 Multibus II Single Board Computer.

Multibus — стандартна комп'ютерна шина, яка використовується в промислових системах. Вона була розроблена корпорацією Intel і була прийнята як стандарт «IEEE 796 bus».
Версія Multibus II (MB II) являє собою стандартизовану, синхронну 32-бітну шину. Всі магістралі адреси, даних і управління контролюються на парність. Тактова частота — 10 МГц. Розрядність даних — 32 біт. Пікова швидкість передачі даних — 40 Мбайт/с. На об'єднавчій платі використовуються розетки з'єднувачів DIN 41612 тип C.
Фірма Intel розробила ОС реального часу RMX /80 в 1976 році і RMX /86 в 1980 році, щоб підтримати і створити попит на свої процесори і системні платформи Multibus.
У серверах RM600E шина Multibus II реалізована як додаткова підсистема вводу/виводу з 6 гніздами MBII для підключення зв'язкових контролерів, які застосовуються в сімействі RM600. У системній стійці RM600 E використовується «локальна» версія Multibus II (MBII-L), в той час як в стійках розширення і стійках введення/ виводу — «зовнішня» версія Multibus II, яка під'єднується до плати EHIOS за допомогою кільця і адаптера SCI.